# Білак Лариса Олексіївна
Лари́са Олексі́ївна Бі́лак (нар. 2 липня 1954, Черкаси) — українська театральна акторка, народна артистка України (2004).

## Життєпис
1975 — закінчила Хустське культурно-освітнє училище.
Брала участь у виставах Хустського народного театру під керівництвом заслуженого працівника культури України Всеволода Майданного.
Від 1975 року — актриса Закарпатського академічного обласного українського музично-драматичного театру імені братів Юрія-Августина та Євгена Шерегіїв.
2009 — закінчила Київський національний університет культури і мистецтв.
Член Національної спілки театральних діячів України.
2004 року удостоєна звання народної артистки України.

## Родина
Донька Кароліна Білак — акторка Закарпатського муздрамтеатру. Онук Олексій Беляєв — студент Київського національного університету театру, кіно і телебачення імені Івана Карпенка-Карого.

## Ролі
- Божена («Пригоди бравого солдата Швейка» за Я. Гашеком)
- Венера («Енеїда» за І. Котляревським)
- Галя («Ніч проти Івана Купала» М. Старицького)
- Дездемона («Отелло» В. Шекспіра)
- Дженні («Дженні Герхард» за романом Т. Драйзера)
- Катерина («Варнак» за Т. Шевченком)
- Катя («Амадей» А. Фуртона)
- Кезонія («Калігула» А. Камю)
- Людмила («Ретро» О. Галіна)
- Мавка («Лісова пісня» Лесі Українки)
- Мавка («Ніч на полонині» Олександра Олеся)
- Мати («Судний час» Козака)
- Одарка («Дай серцю волю, заведе в неволю» М. Кропивницького)
- Оксана («Бояриня» Лесі Українки)
- Оленка («Жменяки» М. Томчанія)
- Яна (однойменна п'єса В. Гавела)

## Визнання
- 1993 — заслужена артистка України
- 1996 — Лауреат Премії в галузі театрального мистецтва імені братів Шерегіїв за роль Джені у виставі «Джені Герхард»
- 2004 — Відзнака Міністерства культури і туризму України «За досягнення у розвитку культури і мистецтва»
- 2004 — народна артистка України